# Enfants terribles (película de 2005)
Enfants terribles es una película estadounidense de comedia y drama de 2005, dirigida por Terry Nemeroff, que a su vez la escribió, musicalizada por Didier Rachou, en la fotografía estuvo Stephen Sheridan y los protagonistas son Christopher Lloyd, Peter Facinelli y Leslie Zemeckis. El filme fue realizado por Zemeckis/Nemeroff Films, se estrenó el 9 de octubre de 2005.

## Sinopsis
Un hermano y una hermana que tienen una relación incestuosa quieren obtener una herencia con la que su vengativa y difunta madre se sepultó.